# Antonio Tempesta
Antonio Tempesta (ur. 1555 we Florencji, zm. 5 sierpnia 1630 w Rzymie) – włoski malarz i rytownik łączący idee rzymskiego baroku z kulturą Antwerpii.
Urodził się we Florencji, tam również od 1576 roku studiował na akademii sztuk pięknych. Jego nauczycielem był Santi di Tito, a następnie Giovanni Stradano. Był również członkiem licznej grupy artystów pracujących pod okiem Giorgia Vasari przy dekoracji wnętrza Palazzo Vecchio we Florencji.
Jego ulubionymi tematami były bitwy, kawalkady i procesje. Malował także wielkoformatowe projekty do tapiserii. Przeniósł się do Rzymu, gdzie regularnie spotykał się z artystami z habsburskich Niderlandów – co może tłumaczyć jego umiejętności w malarstwie pejzażowym.
Był autorem szczegółowej mapy Rzymu – samodzielnie stworzył szkic, a następnie składającą się z 12 płyt rycinę, której przygotowanie zajęło mu około 7 lat. Mapa miasta miała wymiary 108 x 243 cm, drukowano ją na 12 stronach, które następnie łączono w całość. 13 października 1593 roku, na wniosek Tempesty, papież przyznał mu 10-letnie prawa autorskie do mapy, gwarantujące mu wyłączność druku.
Jest autorem miedziorytu Bitwa pod Kircholmem z 1606 roku, który stworzył na podstawie rysunku Jacopa Laury.
Jego uczniami byli Marzio di Colantonio i Claude Deruet.